# Steven Wood
Steven Wood, född den 17 mars 1961, död 23 november 1995 i Brisbane, Australien, var en australisk kanotist.
Han tog OS-brons i K-4 1000 meter i samband med de olympiska kanottävlingarna 1992 i Barcelona.